# Polypodium glycyrrhiza
Polypodium glycyrrhiza är en stensöteväxtart som beskrevs av D. C. Eat. Polypodium glycyrrhiza ingår i släktet Polypodium och familjen Polypodiaceae. Inga underarter finns listade.

## Bildgalleri

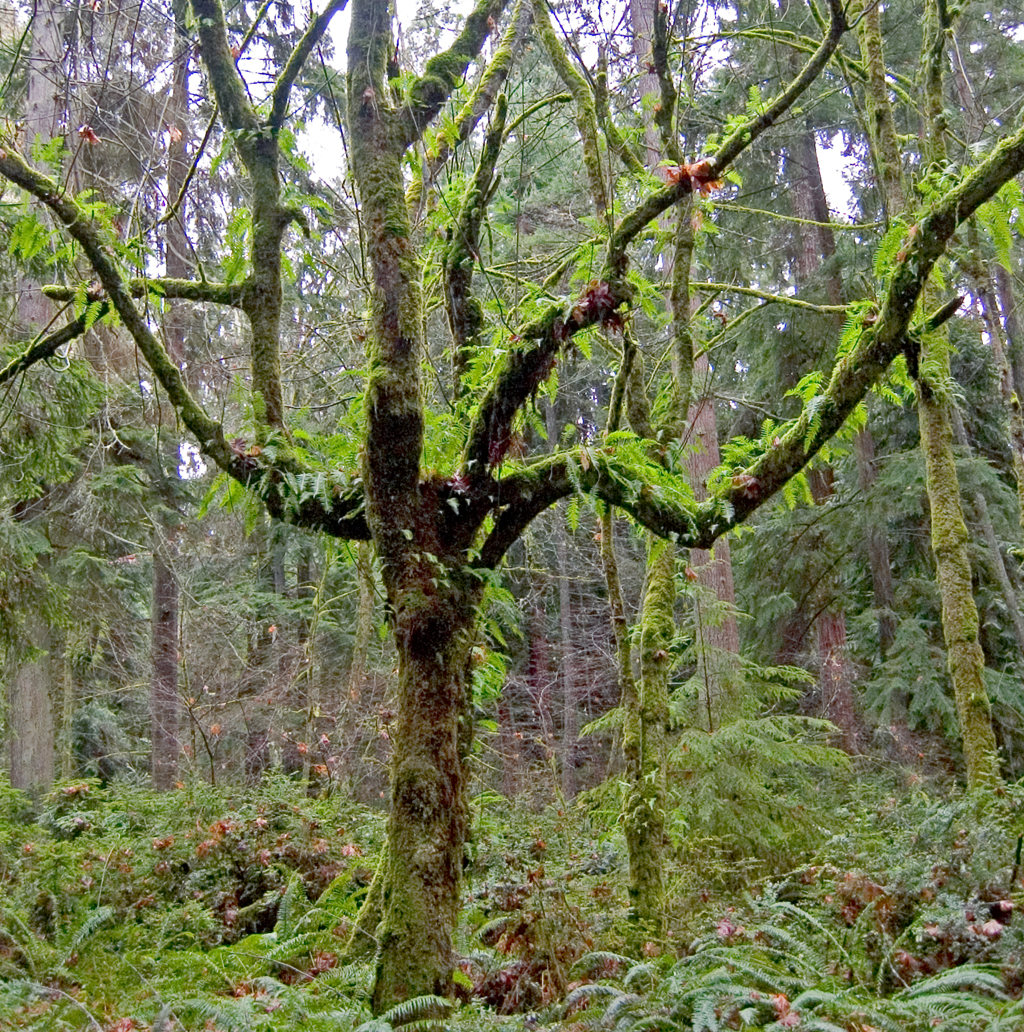
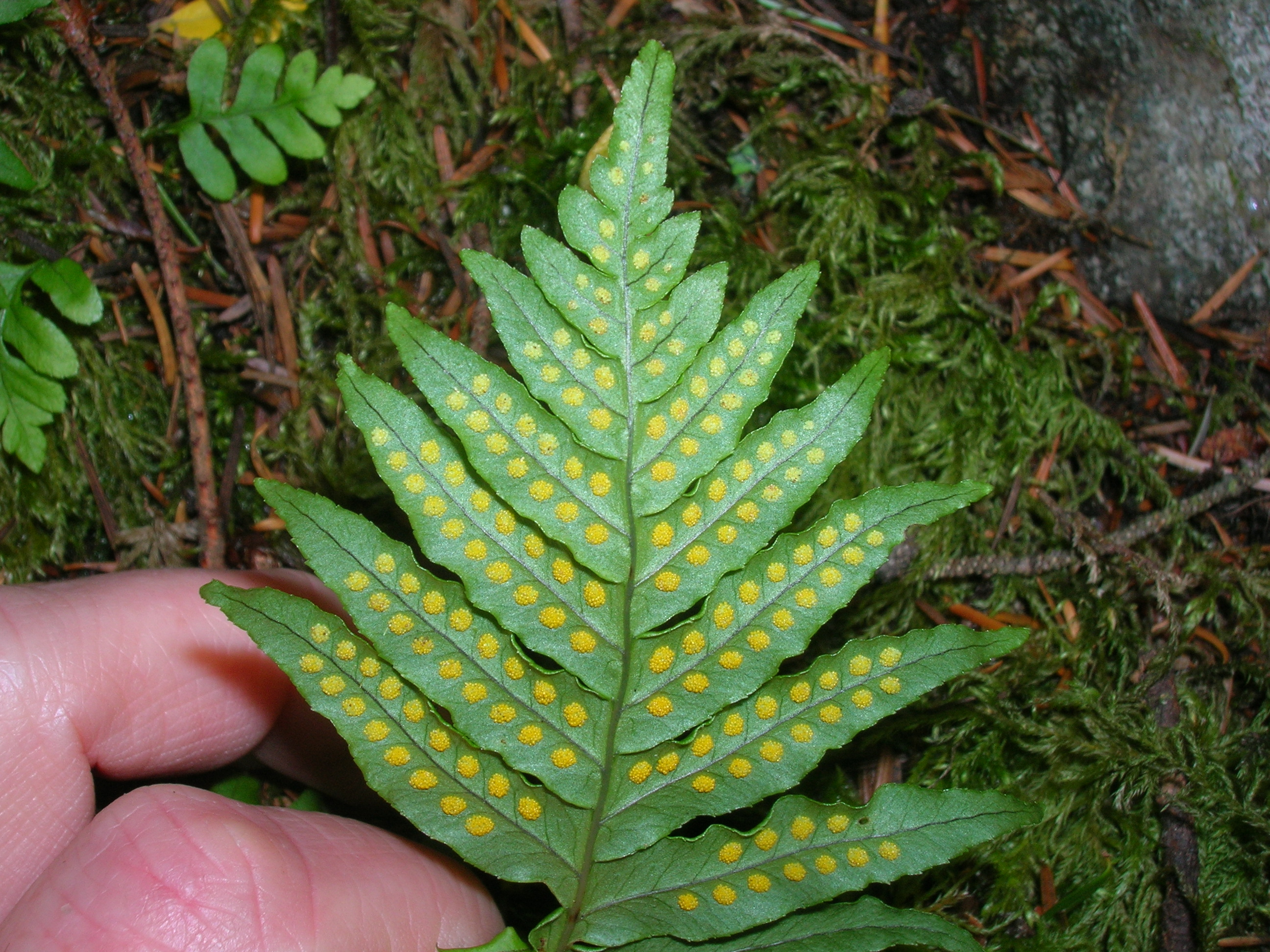
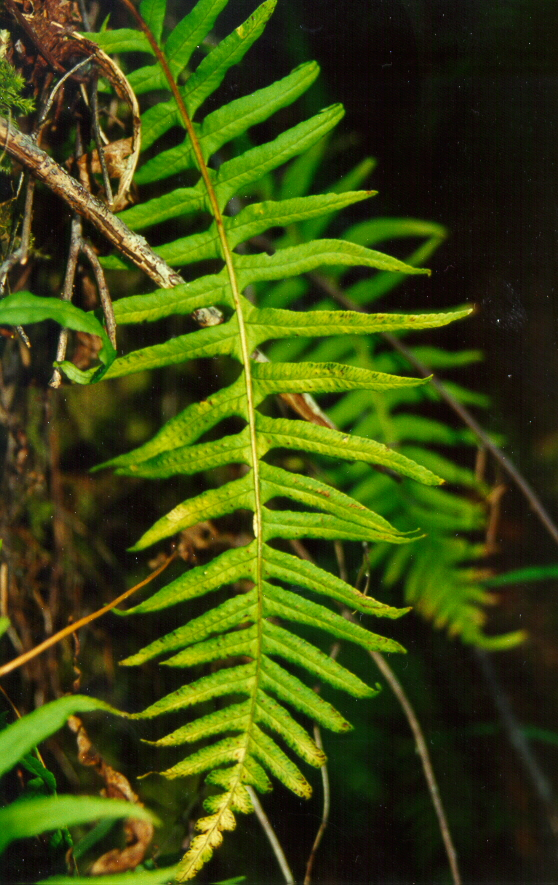
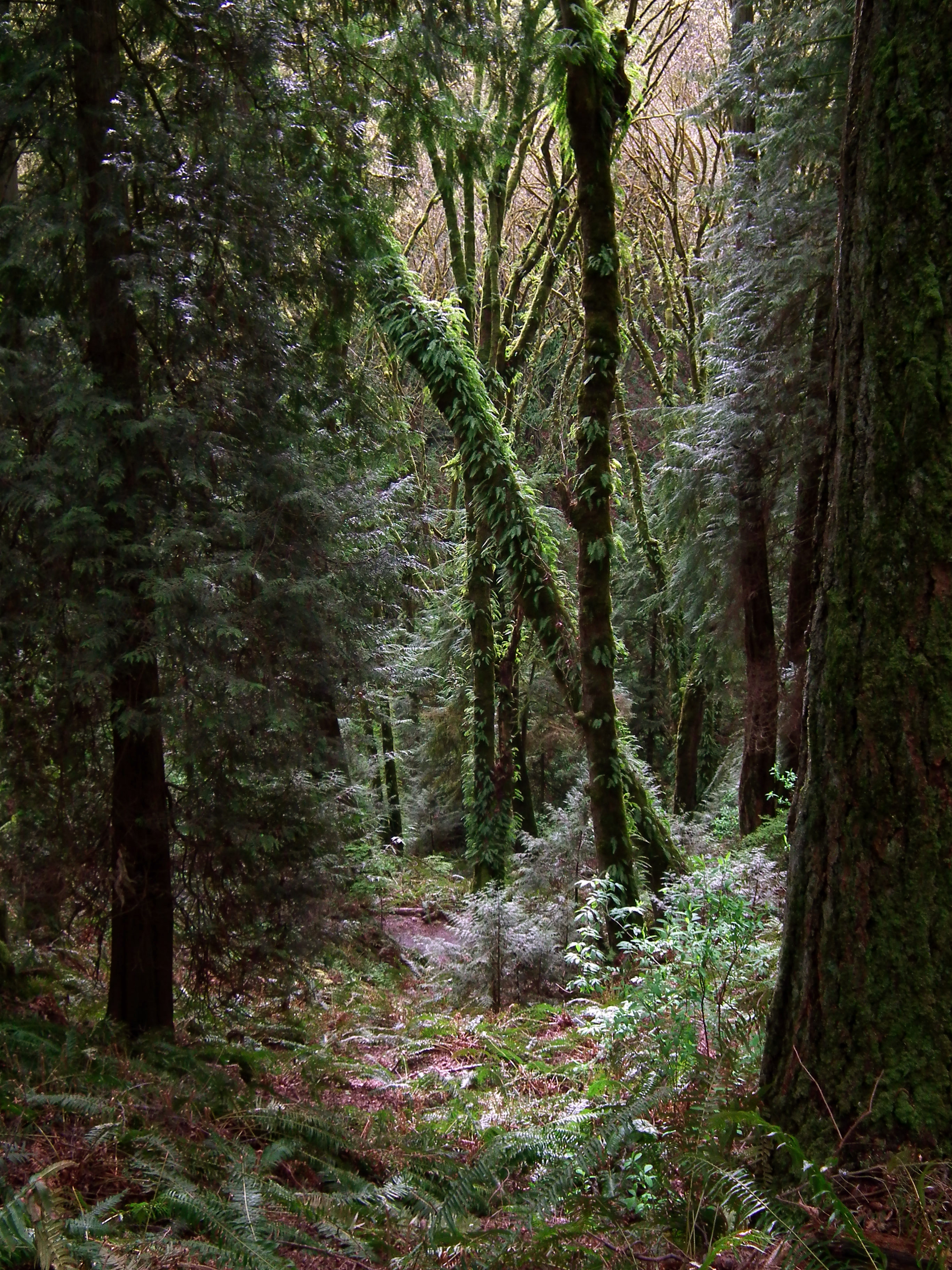
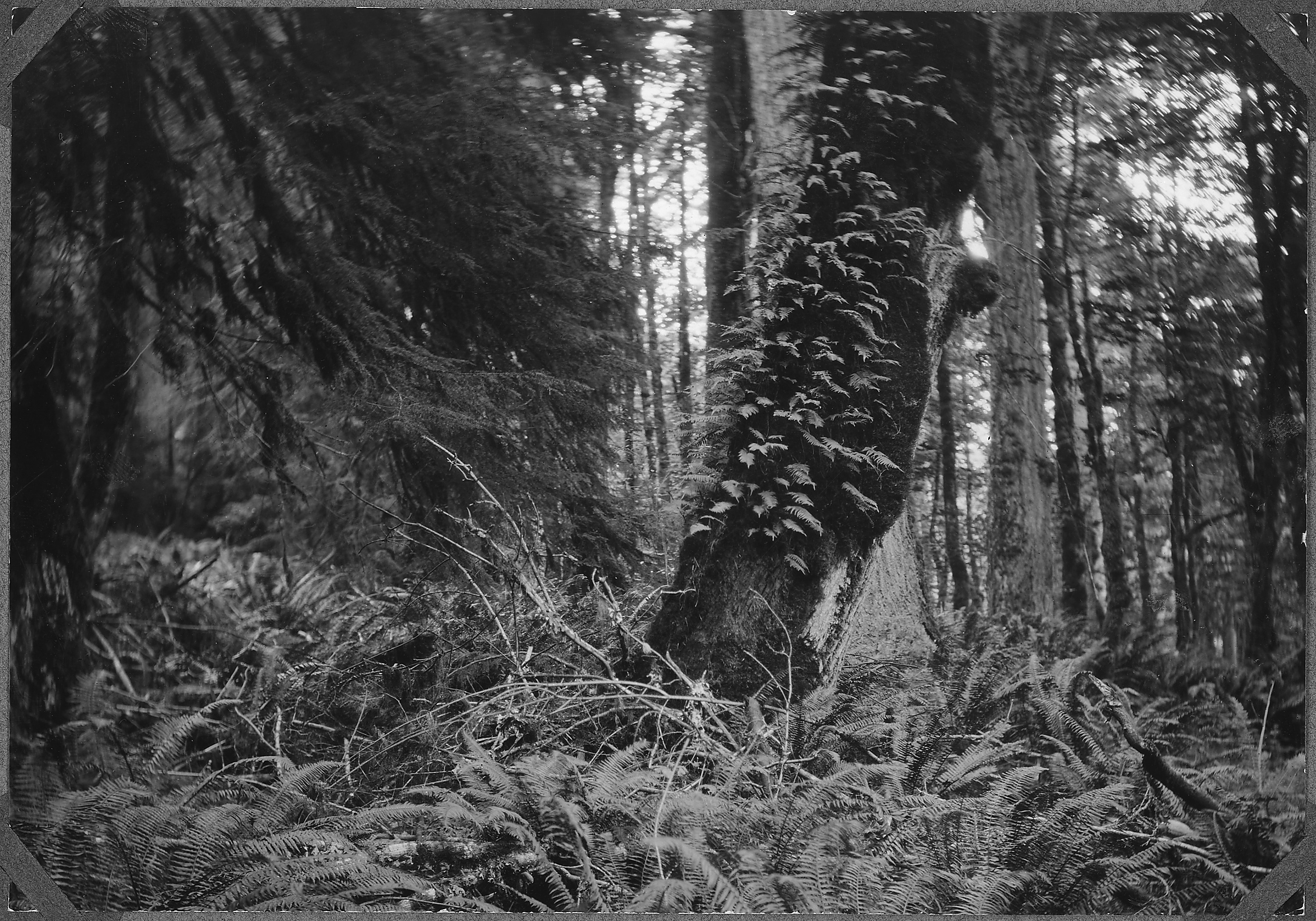